# Verder-oostelijk-Europese Tijd
Verder-oostelijk-Europese Tijd (VET) is een tijdzone die drie uur voorloopt op UTC (UTC+03:00). Het is de officiële tijdzone van en Wit-Rusland.
Tot 2011 gebruikten Kaliningrad en Wit-Rusland Oost-Europese Tijd (UTC+02:00) in de winter en Oost-Europese Zomertijd (UTC+03:00) in de zomer. Daarna werd de halfjaarlijkse tijdzonewisseling afgeschaft en hanteerden de gebieden permanent UTC+03:00.